# János Esterházy
Hrabě János Esterházy nebo Ján Esterházi (14. března 1901 Veľké Zálužie, Uhersko – 8. března 1957 Mírov, Československo) byl významný politický činitel maďarské menšiny v Československu a v období Slovenského státu. Pocházel ze starého šlechtického rodu Esterházyů.

## Původ
János Esterházy pocházel ze starobylé šlechtické rodiny, jeho matka Elżbieta Tarnowska byla Polka, otec Jan Michael Esterházy patřil do galantské (sedmihradské) větve rodu Esterházyů. Otec zemřel, když byly Jánosovi čtyři roky. Studoval na gymnáziu a obchodní akademii v Budapešti, později začal hospodařit na rodinném velkostatku. Dne 15. října 1924 se oženil s hraběnkou Líviou Serényiovou, z tohoto manželství pocházely děti János a Alice.

## Začátek politické kariéry
V roce 1931 stál v čele Ligy maďarské sounáležitosti v Československu (Csehszlovákiai Magyar Népközösségi Liga), která působila při Společnosti národů. O rok později 11. prosince 1932 se s podporou maďarské vlády stal předsedou Krajinské křesťanskosocialistické strany v ČSR (Országos Keresztényszocialista Párt). Po volbách v roce 1935 byl zvolen v košickém volebním obvodu poslancem Národního shromáždění. Esterházy byl hluboce věřící katolík se silným maďarským národním povědomím, což se odráželo také v jeho konzervativní, pravicové politice. Na maďarské menšinové politické scéně patřil k těm, kteří na rozdíl od tzv. „aktivistů“ zastávali vyhraněné opoziční postoje. Z hlediska státoprávního uspořádání pak oficiálně podporoval požadavky autonomie Slovenska. Myšlenka autonomie Slovenska sehrávala důležitou roli také v politice Maďarska, které v autonomistickém hnutí vidělo příležitost k oslabování Československa. Společný postup „praobyvatelů Slovenska“ pak vnímalo jako cestu k odstranění slovensko-maďarských rozporů a k vytvoření podmínek k návratu Slovenska k svatoštěpánské koruně. V roce 1935 projevila maďarská vláda ochotu podpořit společný postup s HSĽS také finančně, akce však na poslední chvíli selhala.
Po odstoupení T. G. Masaryka z funkce prezidenta se maďarští poslanci, podobně jako poslanci za HSĽS, přiklonili na stranu Edvarda Beneše. Tato podpora se neobešla bez konzultací s maďarskou vládou, které probíhaly ještě před jejich oslovením Benešovým týmem (na rokování si Beneš vybral právě Esterházyho). I když jejich podpora nebyla nakonec potřebná, Beneš si v pozdějších letech zachoval k Esterházymu určitou náklonnost.

## Výkonný předseda Sjednocené maďarské strany
Po sloučení maďarských stran pod nátlakem maďarské vlády na novozámeckém sjezdu 21. června 1936 do Sjednocené maďarské strany (Egyesült Magyar Párt) byl zvolen jejím výkonným předsedou. V té době odmítl nabídku od Edvarda Beneše na křeslo ministra v československé vládě. S maďarskou vládou udržoval úzké kontakty, a to i konspirativním způsobem. V tajných zprávách pod krycími jmény „Tamás“, „Matyás“ a „221“ se mimo standardní menšinové politiky věnoval také koordinaci politiky proti Československu a strategií jeho oslabení, resp. jeho likvidace. O cílech maďarské politiky byl dobře informován, a to i díky svým četným kontaktům s čelními maďarskými politiky. V roce 1938 Maďarsko už koncepci „praobyvatel“ Slovenska opustilo a orientovalo se na rozbití Československa v spolupráci s Henleinovou stranou a potenciálně i s HSĽS. Maďarská vláda, po jednáních henleinovců v Budapešti v únoru 1938, v tomto smyslu instruovala i maďarské menšinové politiky na Slovensku. Esterházy veřejně vystupoval jako přítel slovensko-maďarské spolupráce a HSĽS mu poskytla prostor i ve svém stranickém tisku. Po jednáních s HSĽS se k této spolupráci vyjádřil v tajné zprávě tak, že je prvořadou povinností Maďarů, podle možností i prostřednictvím jiných, destruovat republiku. Jeho a Henleinovo vyjádření v ľudáckém tisku měla podle jeho vlastních slov ľudáky kompromitovat. Díky spolupráci s Henleinem byl informován o plánech Sudetoněmecké strany sabotovat jednání s československou vládou o národnostním statutu a její strategii navyšovat požadavky jako nejrychlejší cestě k rozbití státu. Ve stejném duchu maďarská vláda instruovala Sjednocenou maďarskou stranu. V květnu 1938 ho Henlein informoval o německých plánech s Československem, jak mu byly prezentovány Hitlerem. Slovensko mělo připadnout Maďarsku, část Čech obývaná Čechy a Moravany měla být připojena k Německu „s rozsáhlou autonomií“.
V roce 1938 se opakovaně setkal s vedoucím britské mise lordem Runcimanem. V memorandu odevzdaném britskému diplomatovi maďarští poslanci požadovali uplatnění práva sebeurčení pro maďarskou menšinu ve smyslu Wilsonových zásad.
V roce 1938 se účastnil různých jednání v Maďarsku, Polsku a v Itálii. Na těchto jednáních vystupoval jako polooficiální zprostředkovatel maďarské vlády. Ve dnech 17. a 18. dubna 1938 se zúčastnil jednání v Polsku, na kterém předložil program vypracovaný maďarskou vládou, jehož cílem bylo rozbití Československa a úplné přičlenění Slovenska k Maďarsku. Těmto jednáním předcházely „sondážní“ rozhovory Tisa (Budapešť) a Sidora (Varšava) o dalším osudu Slovenska po zániku ČSR. V Tisovi, i přes jeho ochotu vytvořit s Maďarskem společný státní svazek, však rozhovory zanechaly velmi špatný dojem. Celkově mezi autonomisty panovala k maďarské politice silná nedůvěra. Klíčovým se tak stalo rozptýlení jejich obav pomocí „polských garancí“. Pokyny k jednáním získal Esterházy přímo v Budapešti. Podle plánu, který představil v Polsku, mělo mít Slovensko vlastní sněm, vlastní rozpočet, který by byl součástí maďarského, ale disponovalo by s ním samostatně; rozsáhlou vnitřní, kulturní a administrativní autonomii, a také menší vojsko podřízené maďarskému. Tyto přísliby však spíše odrážely Esterházyho představy než oficiální postoj maďarské vlády. Ta sice možnost autonomie Slovenska opakovaně propagandisticky využívala, nikdy se jí však vážněji nezabývala. Esterázy si byl vědom, že se jeho a Horthyho představy o osudu Slovenska zásadně liší. Také v tomto případě maďarská vláda nakonec volila jiné řešení než dohodu s autonomisty.
Po Mnichovské dohodě odjel János Esterházy do Budapešti připravit půdu pro očekávané připojení Slovenska. Jeho snaha zúčastnit se československo-maďarských jednání v Komárně nebyla úspěšná, rozsáhlejší aktivity vyvíjel pak v průběhu příprav první vídeňské arbitráže. Z pověření maďarské vlády, která mu opět poskytla instrukce a o jeho účasti informovala italské partnery, odletěl do Říma, kde vystupoval jako expert na slovensko-maďarskou hranici. Jako poslanec za město Košice vítal Miklóse Horthyho vjíždějícího do města, čímž se pro část slovenské veřejnosti stal až doposud symbolem maďarského iredentismu. Po druhé vídeňské arbitráži pak vítal maďarskou okupační armádu obsazující rumunskou Kluž. Ve svém projevu v Košicích žádal o stejná práva pro Slováky, jaká byla požadována pro Maďary na Slovensku. To bylo v souladu i s Horthyho projevem slibujícím plnou svobodu slovenského jazyka a kultury. Zejména ze strany Horthyho šlo o hrubou propagandu již brzy následovanou rozsáhlými perzekucemi nemaďarského obyvatelstva, likvidací slovenských škol a vyháněním slovenské inteligence. Ani po anexi jižního Slovenska se jeho strana nezdržela akcí, které byly chápány jako provokační, příp. protistátní jako podepisování petic za připojení dalších obcí k Maďarsku.
Esterházy nevyužil možnost stát se členem maďarského parlamentu a zůstal na neokupovaném území, kde se nacházela i většina jeho majetku. Založil Maďarskou stranu na Slovensku (Szlovenskói Magyar Párt), která zastupovala přibližně 67 000 Maďarů na Slovensku. Ve zmanipulovaných volbách ho HSĽS přijala na „sjednocenou kandidátku“, a tak byl v prosinci 1938 zvolen do slovenského sněmu. Měl se stát i státním sekretářem pro maďarskou menšinu. Kvůli chybějící spolupráci ze strany Maďarska byl však tento post nakonec zřízen jen pro slovenské Němce.
Snažil se o zmírnění slovensko-maďarského napětí, na druhé straně pokračoval ve své politice s cílem připojení Slovenska k Maďarsku. Postup maďarské vlády považoval za chybu, která prohlubovala vzájemnou propast. Podle jeho názoru bylo Maďarsko při předcházejících jednáních příliš netrpělivé. Výměnou menší části okupovaného území za dobrou obchodní dohodu by vazby Slovenska na Maďarsko posílily. V průběhu další návštěvy Polska v prosinci 1938 si stěžoval na neúspěch plánovaných polsko-maďarských teroristických akcí proti československému státu. Územní změny považoval za nedostatečné, dožadoval se nových „energických“ řešení a nabídl i další intervence v prospěch Maďarska, k čemuž chtěl využít svou poslaneckou imunitu.
Po střelbě v okupovaných Šuranech (prosinec 1938), která vzájemné vztahy dále vyhrotila, si stěžoval maďarské vládě. Událost však veřejně neodsoudil, aby tím Maďarsku neuškodil. Na jeho „upřímné zdrcení událostí“ reagoval stranický tisk HSĽS tím, že si měl být vědom toho, že se maďarská politika za poslední desetiletí nezměnila. Ještě v únoru 1938 tvrdil nacistům v Berlíně, že si Slováci přejí návrat k Maďarsku.

## Politická činnost v době Slovenského státu
V rozhlasovém projevu dne 14. března 1939 přivítal vznik Slovenského státu. Jeho vznik pod patronátem Německa však zkomplikoval maďarské revizionistické ambice a Esterházyho strana se zaměřila na realističtější cíle. Zůstal poslancem sněmu, kde byl členem politicky méně významného dopravně-technického výboru a jediným poslancem za maďarskou stranu. Ve sněmu se vyjadřoval zejména k otázkám, které přímo nebo nepřímo souvisely s maďarskou menšinou. Právy jiných menšin se přímo nezabýval. V případe Židů podpořil i jejich perzekuce. Jako nečlen vládní strany patřil ke „zlobivým dětem“ sněmu a jeho vystoupení, přednášená výhradně v maďarštině, často budila pozornost.
Vztah vládní strany k maďarské menšině byl určován hlavně principem reciprocity, který se stal i součástí slovenské legislativy. Maďarská menšina tak mohla mít jenom taková práva, jaká měla slovenská menšina v Maďarsku. V praxi to znamenalo výrazné omezení práv maďarské menšiny, přičemž reciproční opatření byla uplatňována s charakteristickou hrubostí. Za propuštěné menšinové zaměstnance na jedné straně tak byli propouštěni zaměstnanci na straně druhé, nepovolení slovenské strany v Maďarsku způsobilo blokování oficiální registrace maďarské strany. Nepovolení slovenských kulturních organizací v Maďarsku způsobilo blokování činnosti maďarských. Esterházy tento princip nepovažoval za konstruktivní. I ke prospěchu menšiny, kterou reprezentoval, intervenoval za povolení Strany slovenské národní jednoty a slovenské kulturní organizace Spolok sv. Vojtěcha. Slovenská politická strana však nebyla povolena na základě jeho činnosti, ale až v důsledku diplomatické intervence Německa, nespokojeného se vzájemnými konflikty svých spojenců. V souvislosti s pozemkovou reformou v Maďarsku se v prohlášení adresovaném maďarským šlechticům zasazoval za uskutečnění reformy. V roce 1941 založil v Bratislavě knižní vydavatelství Madách, v roce 1942 obnovil činnost předtím zakázaného kulturního spolku Szemke.
Jako poslanec byl aktivní zejména v letech 1939–1942. Kromě kritiky některých opatření režimu, jako např. věznění osob bez soudu v Ilavě, vystupoval v souladu s dobovou vládní politikou a rétorikou. Svou deklarovanou věrnost Slovenskému státu dával do protikladu s postojem k Československu, které bylo podle jeho vyjádření státem bez práva na existenci, který chtěl bořit ještě jako poslanec pražského parlamentu. Podle něj šli maďarští poslanci proti československému režimu „ohněm a železem“. Ti, kteří s československými vládami spolupracovali, „vyčerpali obsah pojmu národní zrady“. V zahraniční politice schvaloval a obhajoval orientaci na Německo a Itálii, veřejně obhajoval i roli Maďarska jako věrného německého spojence. Agresi na východ označil za „úsilí za lepší budoucnost Evropy“. Po roce 1942 jeho politická aktivita postupně upadala, podobně jako aktivita nejen většiny funkcionářů Maďarské strany, ale i HSĽS.

## Postoj k vystěhování Židů
V době přípravy prvních protižidovských zákonů projevil János Esterházy zájem na tom, aby se jejich přijetí oddálilo nebo byly přijaty v umírněné formě. Toto však nezdůvodnil ochranou občanských práv svých židovských spoluobčanů, ale jako taktiku výhodnou pro maďarský revizionizmus. Údajná neochota autonomní vlády implementovat protižidovskou legislativu v rozsahu požadovaném Německem měla podle něj oslabit německo-slovenské vztahy s tím, že „ovoce budeme sbírat tehdy, když se Berlín rozhodne vyřešit československou otázku s definitivní platností“ (šlo o získání zbytku Slovenska, legislativa se připravovala v době po okupaci jižního Slovenska, ale před definitivním rozbitím ČSR).
Po rozbití ČSR pak podpořil celou řadu protidemokratických zákonů, včetně těch, které byly namířeny proti židovské menšině. Ty podpořil nejen svým hlasováním, ale i svými veřejnými vystoupeními v plénu. Stěžoval si i na nízký podíl maďarské menšiny na arizaci a intervenoval ve prospěch maďarských správců. Tuto politiku nezastával jen v počátcích řešení židovské otázky, ale i v „salcburském období“, když iniciativu převzali pronacističtí radikálové, kteří se netajili snahou řešit celý problém podle „německého vzoru“. Esterházy podpořil i přijetí ústavního zákona, kterým sněm svěřil tuto otázku slovenské vládě s cílem úplného vyloučení Židů ze společenského a hospodářského života. Po jeho přijetí a realizaci rozsáhlých opatření proti Židům se 8. října 1940 nechal slyšet: „Maďarské masy, maďarské sedláctví, maďarské maloživnostnictví, maďarský obchodník během desetiletí a staletí právě tolik trpěl od Židů a od různých židovských přehmatů, jako kvůli nim trpěli i Slováci“ a uvítal jejich samostatnou kategorizaci v chystaném sčítání.
Dne 15. května 1942 jako jediný poslanec Slovenského sněmu hlasoval proti ústavnímu zákonu Slovenského státu č. 68/1942 o vystěhování Židů, čímž se stal terčem útoků ze strany slovenského tisku. Svůj postoj odůvodnil slovy (text ponechán v originálním slovenském znění):
„Slovenský snem 15. mája 1942 prerokoval návrh zákona o vysťahovaní židov. Pred zahájením schôdze som vyhľadal predsedu snemu Dr. Martina Sokola a povedal som mu nasledovné: Keď ma zvolili za poslanca slovenského snemu, na prvej schôdzi sme sa zaviazali k najsvedomitejšiemu plneniu svojich poslaneckých povinností. Návrh zákona o vysťahovaní židov je obsahovo taký, že si ho v žiadnom prípade nemôžem osvojiť a hlasovať zaň. Od svojho najmladšieho veku som mal protižidovskú orientáciu a tú si zachovám do smrti. To však neznamená, že svojim hlasom prispejem k zákonu, ktorý pošliapáva všetky ľudské a božie zákony. Pri vysťahovaní židov Slováci vystupujú nie proti náboženstvu, ale proti rase a to je o dôvod viac, prečo budem hlasovať proti návrhu. Maďarstvo tvorí na Slovensku národnostnú menšinu, preto je úplne nemožné aby prijalo a podporilo návrh zákona, ktorý väčšine dáva právo na to, aby vysídlila menšinu… My Maďari dokázateľne viac ako tisíc rokov žijeme a konáme v duchu Sv. Štefana, čoho najlepším dôkazom je, že z územia Uhorska nikdy a nikoho nevysídlovali ani individuálne ani ako skupinu. Zodpovední činitelia Maďarska tak v minulosti, ako i v súčasnosti vo svojej politike nasledujú odkaz Sv. Štefana, čo musí napĺňať uspokojením tunajších Slovákov. Môžu si byť dokonale istí, že kým bude v Maďarsku pri moci táto idea, dovtedy sa národnostiam nič zlé nemôže stať. Slovenská vláda sa prednesením svojho návrhu zákona o vysídlení židov vydala po nebezpečnej ceste, lebo tým uznala právo väčšiny jednoducho vystrnadiť menšinu z krajiny. Viem, že návrh zákona nevyhovuje ani mnohým mojim kolegom poslancom, ale nemajú odvahu vzoprieť sa straníckej disciplíne. Ja však ako predstaviteľ tunajších Maďarov vyhlasujem, a to prosím zobrať na vedomie, že som proti návrhu zákona, lebo ako Maďar, křesťan a katolík, považujem tento návrh za bezbožný a neľudský.“ (Rukopis, Maďarský štátny archív, K-63-1942/65)

V roce 1944 měl pomoci stovkám pronásledovaných Židů, Čechů a Slováků v útěku ze Slovenska přes Maďarsko. V říjnu 1944 v memorandu protestoval proti obsazení Maďarska německou armádou. Příslušníci Strany Šípových křížů ho krátce internovali, gestapo na něj vydalo zatykač.

## Před retribučním soudem
V roce 1945 byl János Esterházy po osvobození Bratislavy internován sovětským velením, po 12 dnech byl ale propuštěn. Následně navštívil tehdejšího předsedu Sboru pověřenců Gustáva Husáka, aby s ním jednal o maďarském memorandu (žádajícím revizi hranic) a protestoval proti perzekucím vůči Maďarům na osvobozeném území (které byly iniciovány Košickým vládním programem). Gustáv Husák ho však nechal zatknout a předal jej sovětské státní bezpečnosti. Rok strávil v moskevském vězení Lubjanka. Na základě vykonstruovaných obvinění byl poté odsouzen na 10 let nucených prací a transportován na Sibiř. Dne 16. září 1947 jej Národní soud v Bratislavě v nepřítomnosti během jediného stání odsoudil k trestu smrti za úklady proti Československé republice a kolaboraci s fašismem. V roce 1949 jej sovětské úřady odevzdaly zpět československým orgánům. Na základě prezidentské milosti mu byl zmírněn trest smrti na doživotí. Zemřel 8. března 1957 po dlouhé pouti po mnoha tehdejších československých věznicích v Mírově na Šumpersku.

## Hrob
Ostatky Jánose Esterházyho bylo zpopelněny, vedení mírovské věznice ale rodině odmítlo vydat urnu s popelem či sdělit místo jejího uložení. Dlouho se myslelo, že spočinula na mírovském vězeňském hřbitově (nachází se zde jeho symbolický hrob). V šedesátých letech byla urna uložená ve věznici Pankrác a poté spolu s dalšími urnami dána do společného hrobu na Motolském hřbitově. V devadesátých letech byly objeveny dokumenty, které jednoznačně prokázaly, kde se ostatky Jánose Esterházyho nacházejí. Na hřbitově u Krematoria Motol bylo 20. května 2000 slavnostně otevřeno a vysvěceno Čestné pohřebiště politických vězňů. Jméno Jánose Esterházyho je uvedeno na pamětní desce umístěné na památník s křížem v roce 2011, vedle desky českého letce RAF Josefa Brykse. Urna s popelem byla následně vydána rodině. Dne 16. září 2017 byla během mše svaté uložena v dolní části kaple Povýšení sv. Kříže v Dolných Obdokovcích na Slovensku. Již rok před položením základního kamene kaple v roce 2013 zde byla zhotovena křížová cesta Jánose Esterházyho.

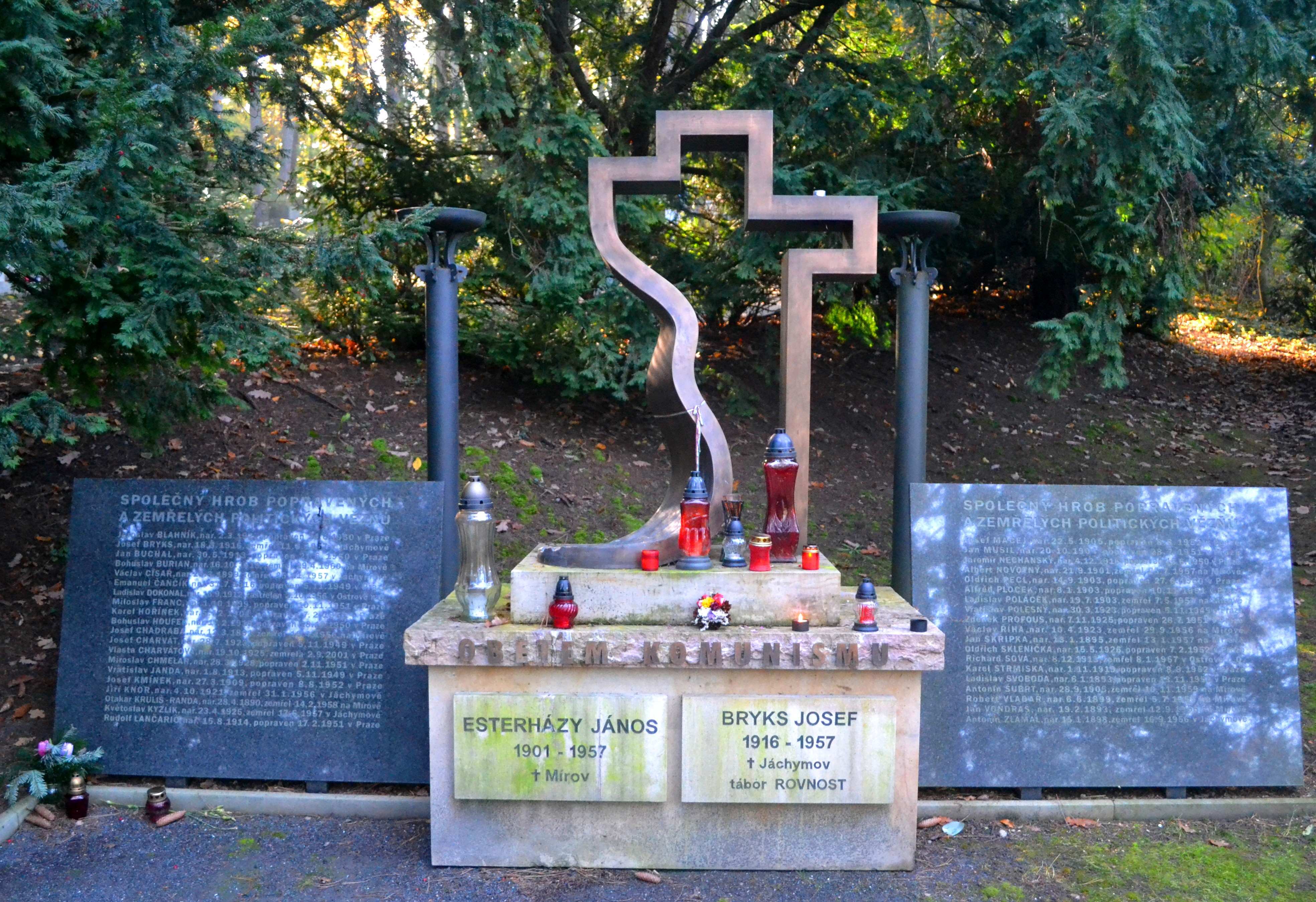
Společný hrob obětí komunismu na Čestném pohřebišti politických vězňů na Motolském hřbitově v Praze 5 – Motole
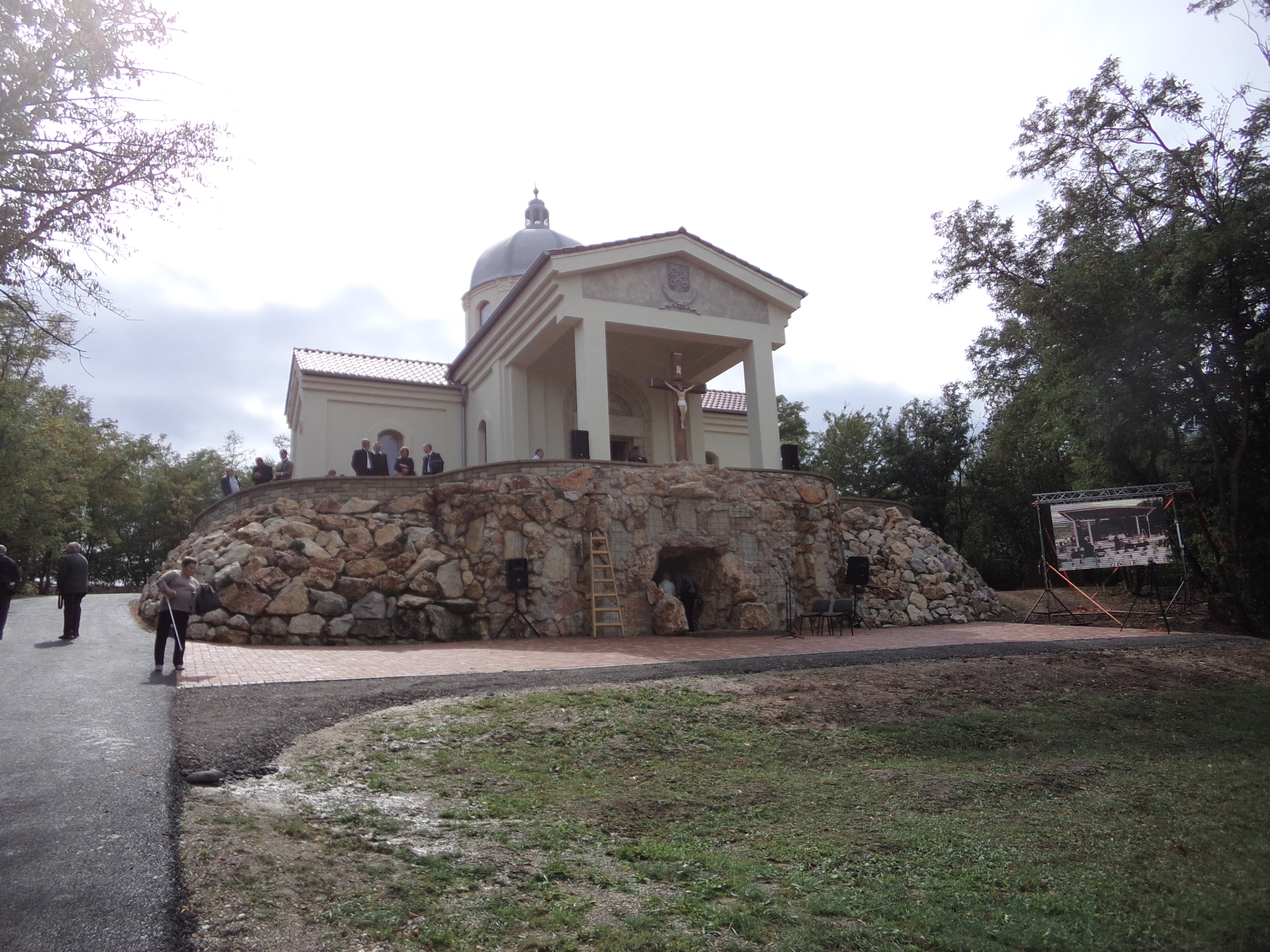
Kaple Povýšení sv. Kříže v Dolných Obdokovcích
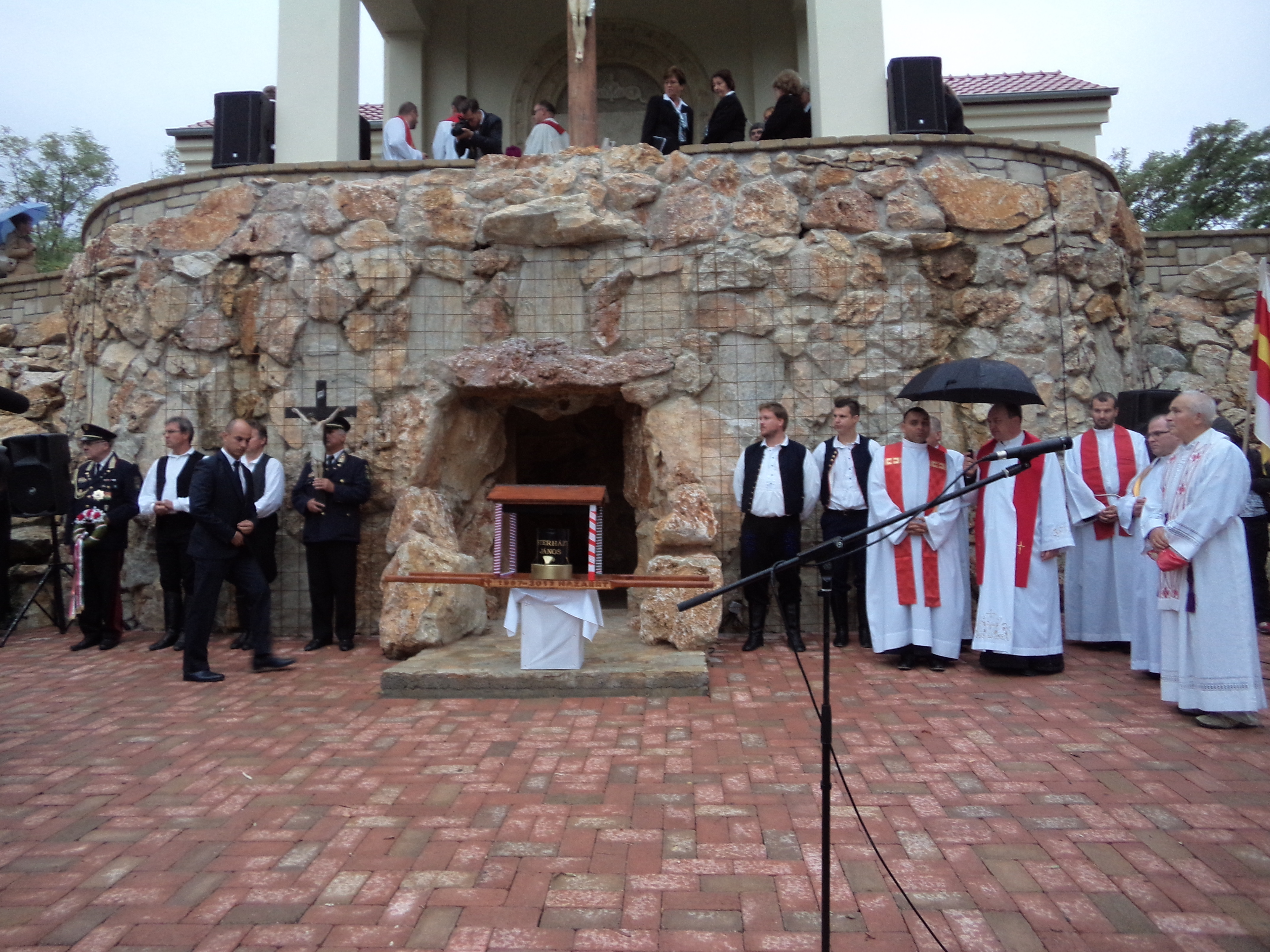
Uložení urny v kapli Povýšení sv. Kříže v Dolných Obdokovcích
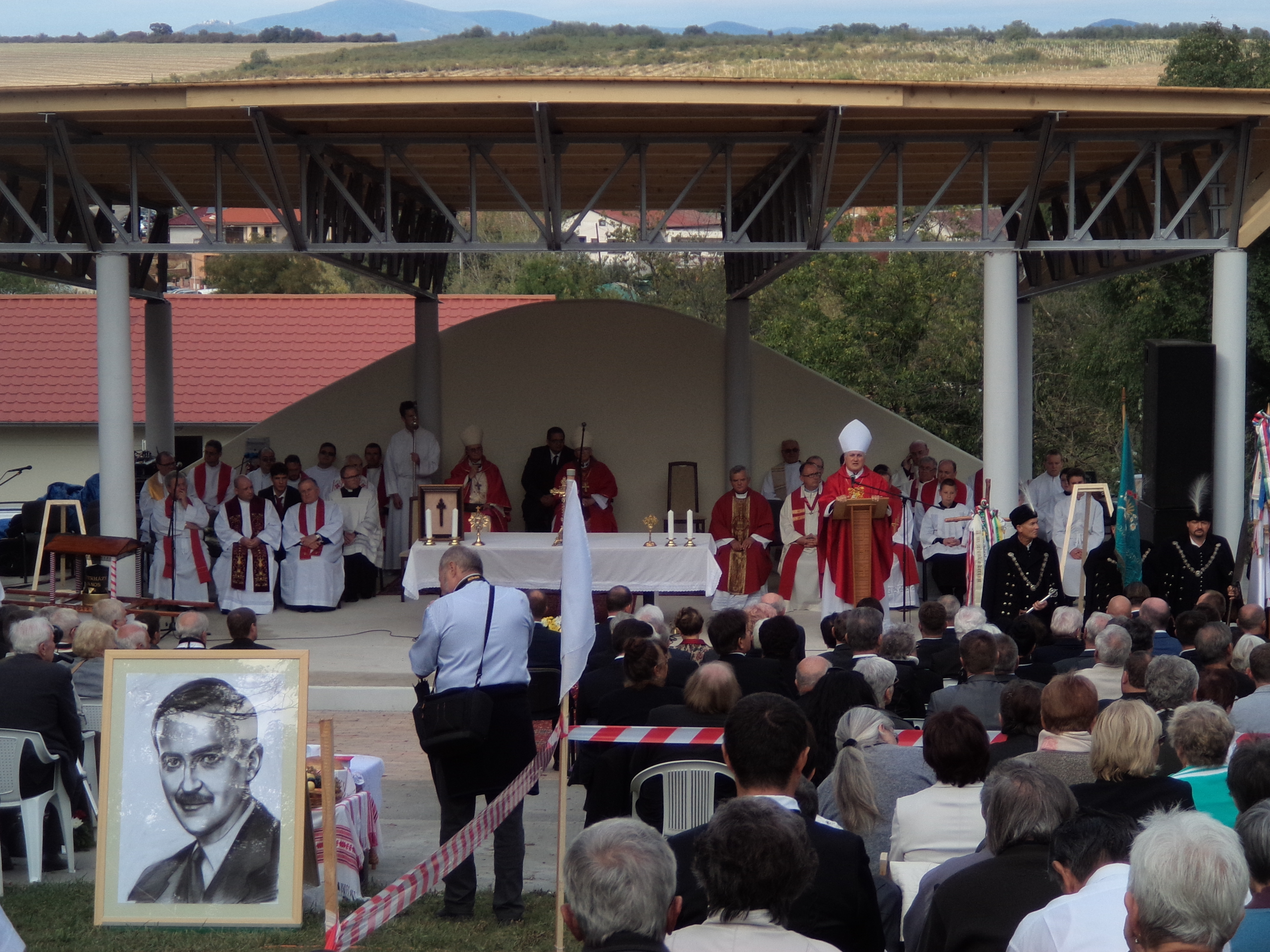
Obřad během uložení urny v Dolných Obdokovcích

## Ocenění a pokusy o rehabilitaci
Jeho dcera Alica Malfattiová, podporovaná představiteli maďarské menšiny na Slovensku, Světovým kongresem Maďarů i maďarskou vládou, se od listopadu 1989 pokouší o jeho rehabilitaci. Moskva jej v roce 1993 oficiálně rehabilitovala. Na Slovensku rehabilitován není. V roce 1994 jeho dcera požádala o obnovení řízení, ale soud si vyžádal od slovenských a českých historiků odborné posudky, které vyzněly negativně. U příležitosti 100. výročí narození Jánose Esterházyho se 11. března 2001 konala v maďarském parlamentu slavnost za účasti maďarského prezidenta Ference Mádla. Zúčastnil se ho i František Mikloško, který se pokusil o usmíření mezi Maďarskem a Slovenskou republikou. Maďarská strana to však neopětovala a jeho účast vydává za potvrzení svých snah.
Dne 23. března 2009 mu bylo in memoriam uděleno vysoké polské vyznamenání Řád Znovuzrozeného Polska za zásluhy o záchranu polských uprchlíků a generála K. Sosnkowskiho přes území Maďarska.
Dlouholeté úsilí Esterházyho rodiny a příznivců o to, aby mu bylo uděleno vyznamenání Spravedlivý mezi národy nakonec skončilo neúspěchem. Organizace Jad Vašem se po zvážení dostupné dokumentace rozhodla mu ocenění neudělit. Uznala však jeho podíl na záchraně některých Židů. I na toto uznání se později odvolala nevládní židovská organizace Anti-Defamation Ligue (ADL), která mu v listopadu 2011 udělila cenu Jana Karského za záchranu Židů. Učinila tak i přes protesty židovských organizací na Slovensku.
V roce 2012 se Světový svaz Maďarů pokusil o rehabilitaci Esterházyho v České republice prostřednictvím petice, která byla doručena Poslanecké sněmovně. Petiční výbor se peticí zabýval, ale zamítl ji s odůvodněním, že soudní rehabilitace českým soudem není možná, jelikož byl souzen Národním soudem v Bratislavě a na jiný typ rehabilitace zatím není dost podkladů.

## Připomínky
- Kromě symbolického hrobu na Společném pohřebišti v Motole a na bývalém vězeňském hřbitově v Mírově se nachází kenotaf Jánose Esterházyho ve slovenské obci Veľké Zálužie v Cintorínské ulici (vedle hřbitova).[26]
- Pamětní desky v několika městech na Slovensku: Dunajská Streda, Senec, Nové Zámky...[27]
- Ve slovenském Komárnu na Nádvorie Európy (Nádvoří Evropy) se nachází jeho socha.[28]
- Na Slovensku mu byly v několika obcích věnovány pomníky: Dvory nad Žitavou, Kalonda, Veľká Čalomija, Vinica, Búč, Hamuliakovo...[27]
- V roce 2011 mu byl odhalen pomník s bustou v polském hlavním městě Varšava

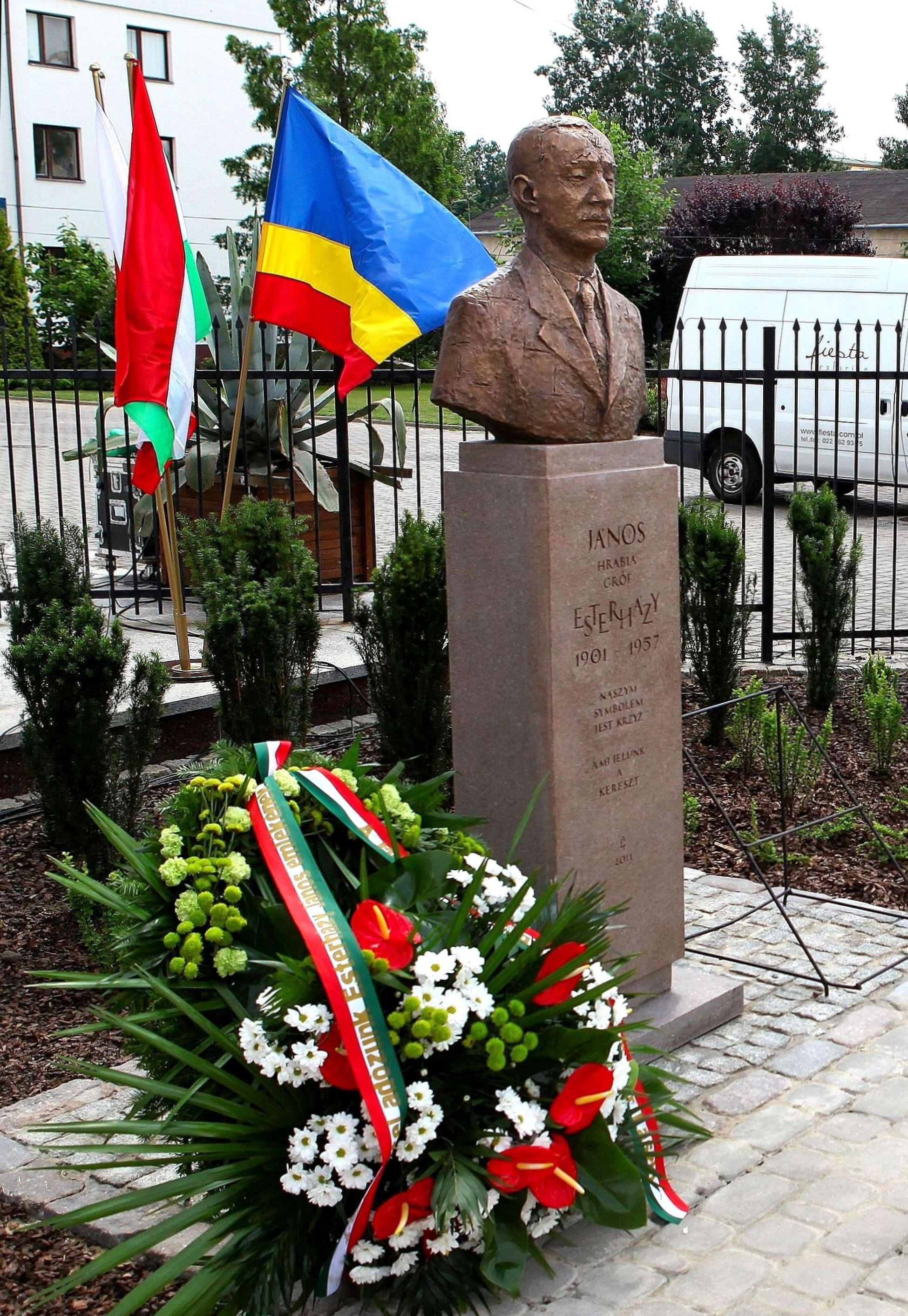
Pomník Jánose Esterházyho ve Varšavě
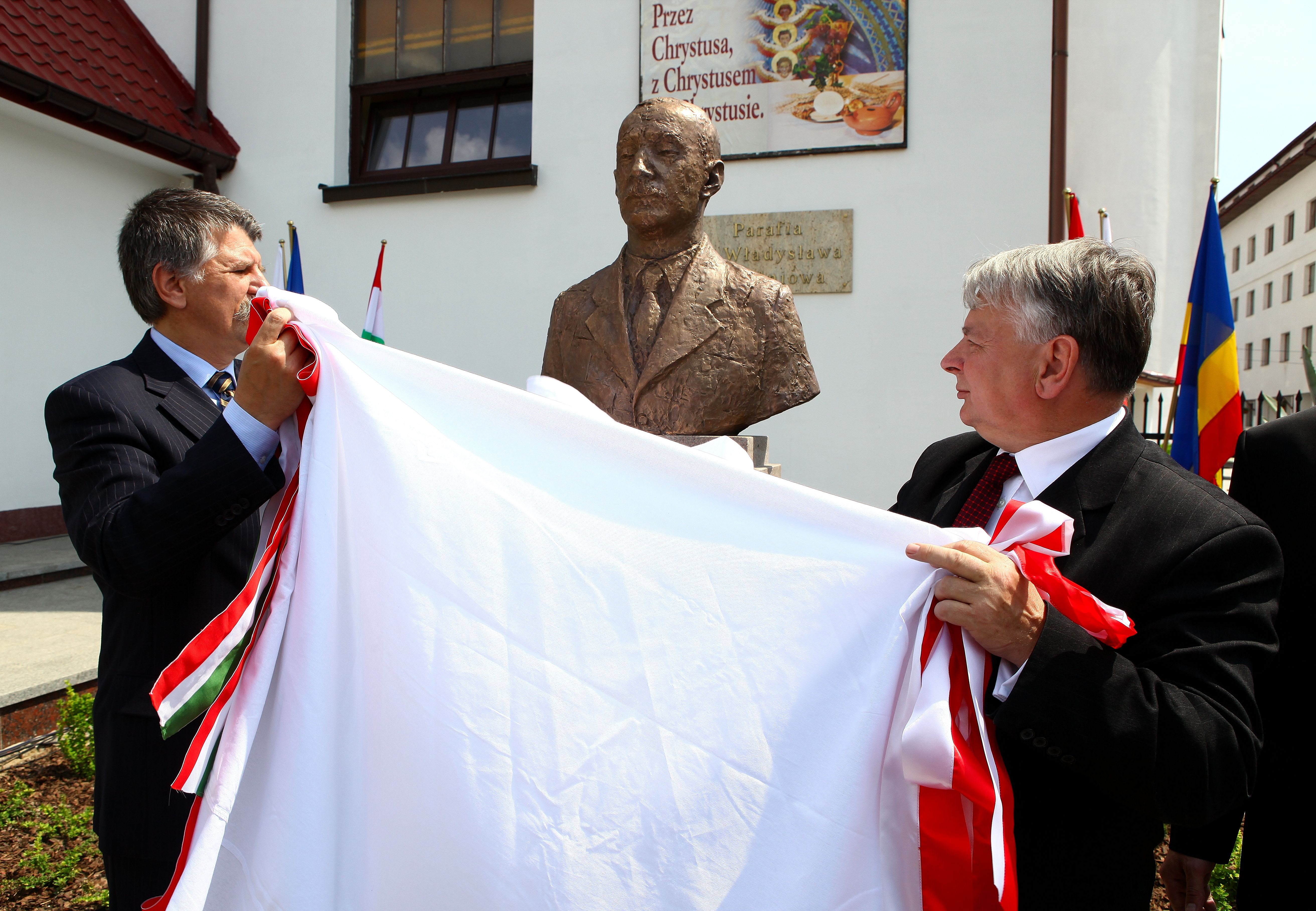
Odhalení pomníku ve Varšavě 15. června 2011
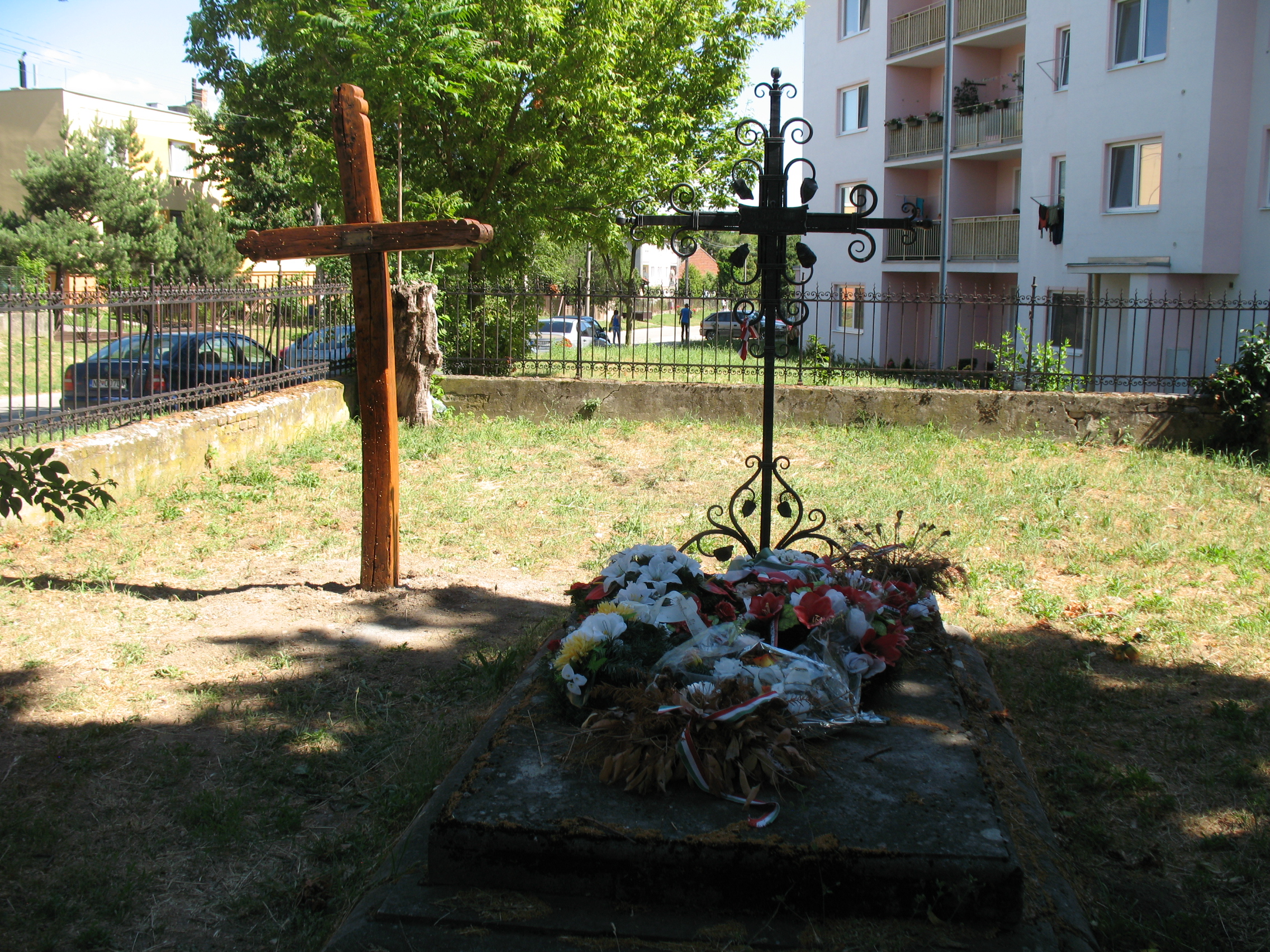
Symbolický hrob ve slovenské obci Veľké Zálužie
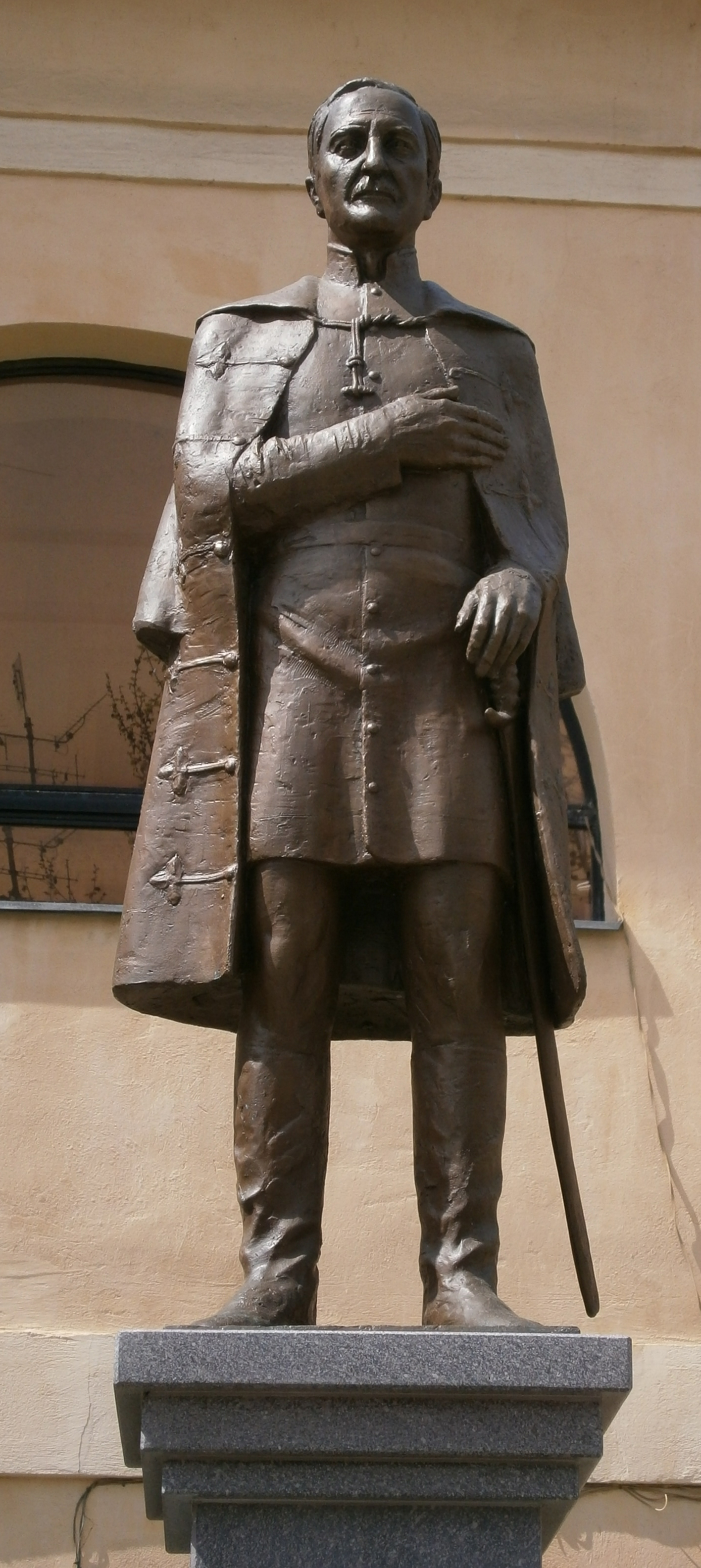
Socha v Komárnu na Nádvoří Evropy